# Washington Redskins 1962
La stagione 1962 dei Washington Redskins è stata la 31ª della franchigia nella National Football League e la 26ª a Washington. Sotto la direzione del capo-allenatore Bill McPeak la squadra ebbe un record di 5-7-2, terminando quarta nella NFL Eastern e mancando i playoff per il 17º anno consecutivo.

## Scelte nel Draft 1962
Ernie Davis fu il primo giocatore afroamericano ad essere scelto come primo assoluto nel Draft 1962.
| Scelte dei Redskins nel Draft 1962 |        |                 |               |                   |
| Giro                               | Scelta | Giocatore       | Ruolo         | College           |
| 1                                  | 1      | Ernie Davis     | Running back  | Syracuse          |
| 2                                  | 15     | Joe Hernandez   | Wide receiver | Arizona           |
| 3                                  | 29     | Bob Mitinger    | Linebacker    | Penn State        |
| 4                                  | 43     | Billy Neighbors | Guard         | Alabama           |
| 7                                  | 85     | Bert Coan       | Halfback      | Kansas            |
| 8                                  | 99     | Ron Hatcher     | Fullback      | Michigan State    |
| 9                                  | 113    | Dave Viti       | End           | Boston University |

## Calendario
| Stagione regolare |              |                        |           |        |                             |          |         |
| Turno             | Data         | Avversario             | Risultato | Record | Stadio                      | Pubblico | Sintesi |
| 1                 | 16 settembre | at Dallas Cowboys      | P 35–35   | 0–0–1  | Cotton Bowl                 | 15,730   | Recap   |
| 2                 | 23 settembre | at Cleveland Browns    | V 17–16   | 1–0–1  | Cleveland Municipal Stadium | 57,491   | Recap   |
| 3                 | 30 settembre | St. Louis Cardinals    | V 24–14   | 2–0–1  | DC Stadium                  | 37,419   | Recap   |
| 4                 | 7 ottobre    | Los Angeles Rams       | V 20–14   | 3–0–1  | DC Stadium                  | 18,104   | Recap   |
| 5                 | 14 ottobre   | at St. Louis Cardinals | P 17–17   | 3–0–2  | Busch Stadium               | 38,264   | Recap   |
| 6                 | 21 ottobre   | at Philadelphia Eagles | V 27–21   | 4–0–2  | Franklin Field              | 60,671   | Recap   |
| 7                 | 28 ottobre   | at New York Giants     | S 34–49   | 4–1–2  | Yankee Stadium              | 62,844   | Recap   |
| 8                 | 4 novembre   | Dallas Cowboys         | S 10–38   | 4–2–2  | DC Stadium                  | 49,888   | Recap   |
| 9                 | 11 novembre  | Cleveland Browns       | V 17–9    | 5–2–2  | DC Stadium                  | 48,169   | Recap   |
| 10                | 18 novembre  | at Pittsburgh Steelers | S 21–23   | 5–3–2  | Forbes Field                | 21,231   | Recap   |
| 11                | 25 novembre  | New York Giants        | S 24–42   | 5–4–2  | DC Stadium                  | 49,219   | Recap   |
| 12                | 2 dicembre   | Philadelphia Eagles    | S 14–37   | 5–5–2  | DC Stadium                  | 32,229   | Recap   |
| 13                | 8 dicembre   | at Baltimore Colts     | S' 21–34  | 5–6–2  | Memorial Stadium            | 56,964   | Recap   |
| 14                | 16 dicembre  | Pittsburgh Steelers    | S 24–27   | 5–7–2  | DC Stadium                  | 34,508   | Recap   |

Nota: gli avversari della propria division sono in grassetto.

## Classifiche
| NFL Eastern         |    |    |   |      |       |     |     |     |
|                     | V  | S  | P | %    | DIV   | PF  | PS  | STR |
| New York Giants     | 12 | 2  | 0 | .857 | 10–2  | 398 | 283 | V9  |
| Pittsburgh Steelers | 9  | 5  | 0 | .643 | 8–4   | 312 | 363 | V3  |
| Cleveland Browns    | 7  | 6  | 1 | .538 | 6–5–1 | 291 | 257 | V1  |
| Washington Redskins | 5  | 7  | 2 | .417 | 4–6–2 | 305 | 376 | S1  |
| Dallas Cowboys      | 5  | 8  | 1 | .385 | 4–7–1 | 398 | 402 | S2  |
| St. Louis Cardinals | 4  | 9  | 1 | .308 | 4–7–1 | 287 | 356 | V2  |
| Philadelphia Eagles | 3  | 10 | 1 | .231 | 3–8–1 | 282 | 356 | S2  |

Note: I pareggi non venivano conteggiati ai fini della classifica fino al 1972.